# Tambla
Tambla es un municipio del departamento de Lempira en la República de Honduras.

## Toponimia
Tambla en lengua náhuatl significa: Abundancia de maíz seco.

## Límites

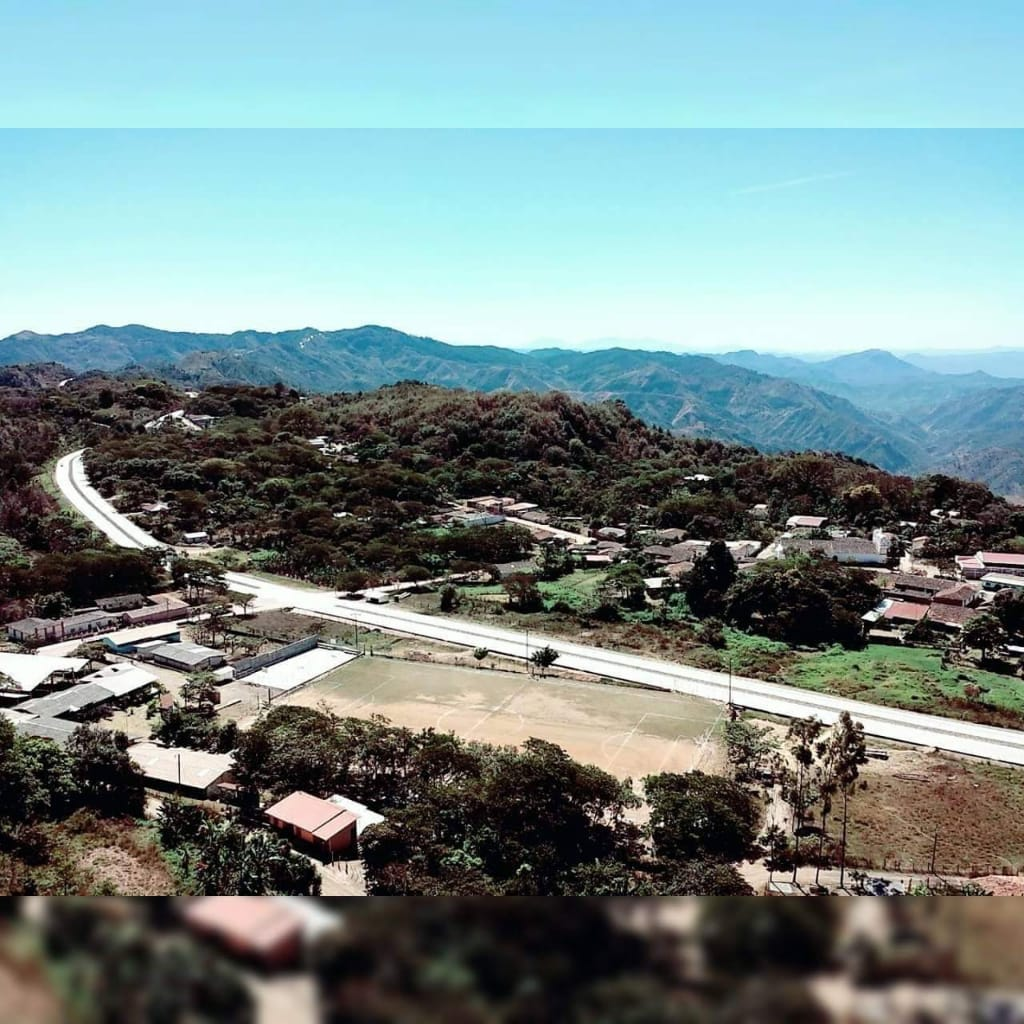
Vista del municipio de Tambla

Tambla se encuentra ubicado al sur del Departamento de Lempira en las coordenadas UTM x=307682, x=1572123 a una elevación de 1150 m s. n. m., el territorio está compartido por dos subcuencas (Mocal y Lempa).
| Orientación | Límite                           |
| ----------- | -------------------------------- |
| Norte       | Municipio de Tomalá, Lempira     |
| Sur         | Municipio de Guarita, Lempira    |
| Sur         | Municipio de Valladolid, Lempira |
| Este        | Municipio de San Andrés, Lempira |
| Este        | Municipio de Tomalá, Lempira     |
| Oeste       | Municipio de Guarita, Lempira    |

Su extensión territorial es de 58.57 km².
Para llegar a esta cabecera es vía:
Santa Rosa de Copán - San Marcos - Cololaca - Tambla.
Se cuenta con calles pavimentadas desde San Marcos hasta Valladolid, Lempira.

## Geografía

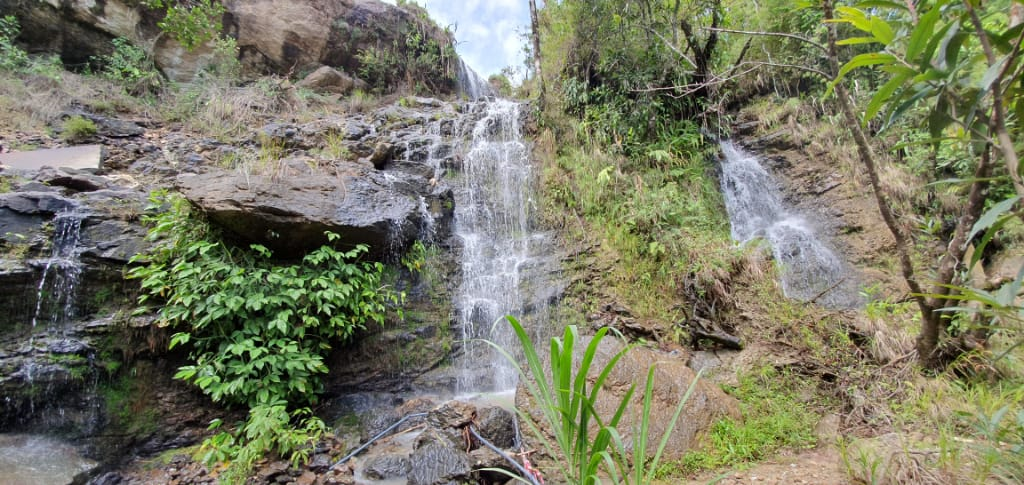
Cascada en la Comunidad de Carrizal, Tambla, Lempira

La zona ecológica a la cual pertenece es: bosque húmedo Subtropical, busque húmedo Montano Bajo y una pequeña parte de bosque 2seco tropical". Posee abundantes recursos naturales: (animales, plantas, vistas escénicas, fuentes de agua cuenta con una amplia zona de reserva, la cual sirve para protección de fuentes de agua que abastecen al municipio y comunidades cercanas).
En el municipio se encuentran ubicadas nueve micro-cuencas: El Vainillas, Llano El Gavilán, La Punta del Campo, El Malpaso, Monte Ruin, La Chorrera, El Carrizal, El Pito, El Matasano, Tierra Blanca, Portillo San Lucas, Santa Juana, Los Moldes, La Nena y Gollo, a una altitud promedio de 1100 m s. n. m., estas microcuencas son parte de la subcuenta del Río Sumpul y Río Mocal, que a la vez forma parte de la gran cuenca del Río Lempa, con 62 km², que representa el 0.05% de la superficie total del país.
El principal afluente que atraviesa el municipio es el Río Cuyapa, que recoge las aguas de los diferentes causes que conforman la red hídrica del municipio.

## Clima
El clima es agradable con Tª mínimas de 15 °C a máximas de 30 °C, existen dos épocas marcadas en el año (lluviosa y seca){Mapa de localización|Honduras

## Flora y Fauna
| Tipo         | Plantas |
| ------------ | --- |
| Predominante | pino ocote, cedro, caoba, laurel, roble, malsinco, liquidámbar, ceiba, amate, mango, copinol, aceituno, guanacaste, cicahuite, nance, chaparro, cacahuanance, izote y otros. |
| Ornamentales | helechos, benjamina, ciprés, eucalipto, palmeras y acacia. |
| Medicinales  | ciguapate, venadillo, eucalipto, apazote, sota caballo, salvia, sauco, narciso, naranjo, limón y otros.                                                                      |

| Clase     | Animales |
| --------- | --- |
| Reptiles  | garrobos, zumbadora, ratonera, coral, coral falso, cascabel, bejuquilla, mica, tamagás, mazacuata y boas.                                                   |
| Aves      | gavilanes, lechuzas, tijullos, auroras, zanates, zopilotes, palomas, pericos, gorriones, pájaros carpinteros, chequeques, correcaminos (tanunas), codorniz. |
| Mamíferos | ardillas, conejos, mapaches, sariguella (tacuazines), cusucos, coyotes, gato de monte, erizos, tepezcuintes, taltuzas, venados, leones y zorrillos.         |

## Historia

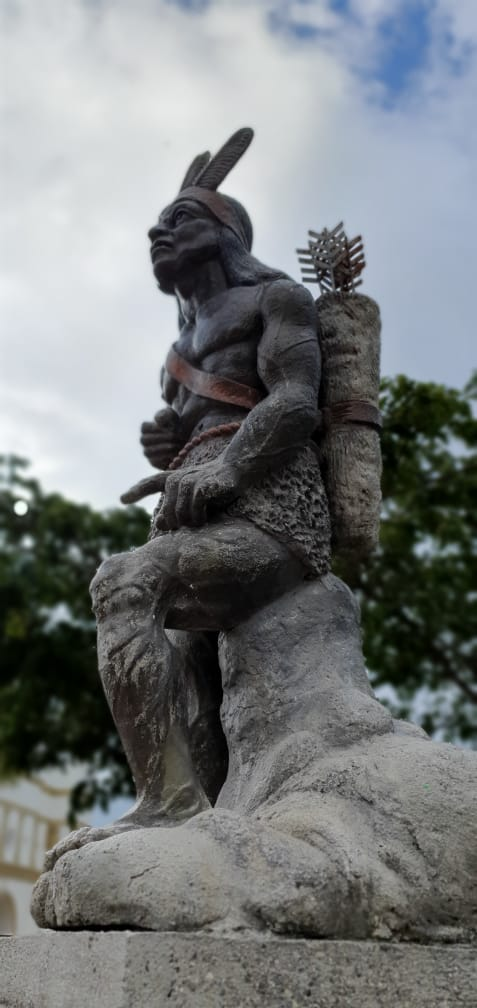
Estatua de Lempira, Plaza Central Tambla.

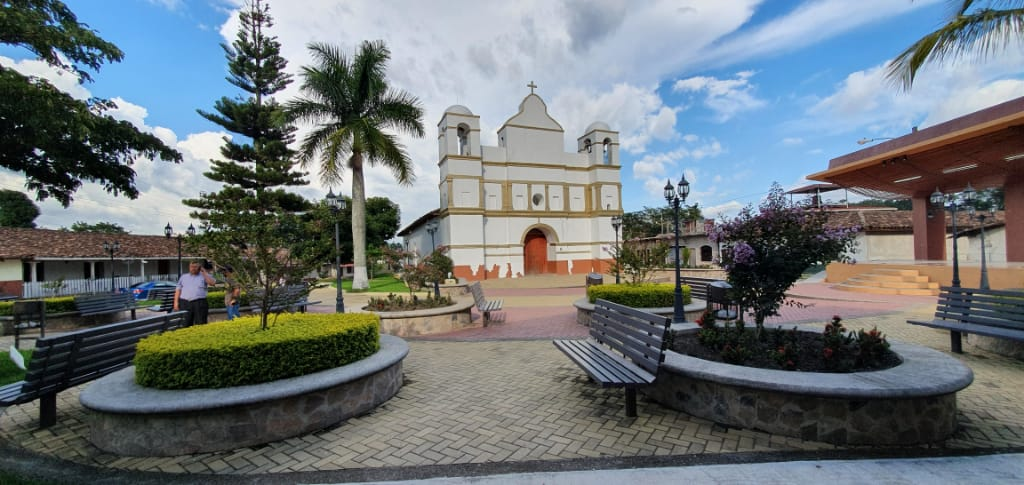
Plaza Central de Tambla, Lempira (2019).

En 1896 (11 de septiembre), en la administración de Policarpo Bonilla fue emitido el decreto de creación del Municipio. 
En 1897, fue creada la primera escuela primaria en el Municipio, siendo los primeros maestros don Cristino Ruiz y la Señorita Refugio Gómez. 
A principios del siglo XX sus casas eran de bahareque y paja en su mayoría, la moneda de circulación era el Colon salvadoreño ya que todo lo que se compraba provenía de El Salvador, sobre todo de Arcatao y Ojos de agua, la situación para los primeros habitantes era muy difícil ya que sus ingresos eran muy bajos, intercambiaban productos como ser granos básicos y café por ropa y zapatos.
La falta de higiene, la prevención y las condiciones infrahumanas fueron las causas para que surgieran enfermedades tales como el cólera y la viruela, que produjo una alta tasa de mortalidad de la población reduciendo está casi a la mitad, llegando al extremo de crear otro cementerio porque el existente en ese entonces no dio abasto para tantos fallecidos.
En 1947, ya se contaba con una pista de aterrizaje, utilizado por un medio de transporte no muy común en aquellos tiempos, una avioneta llamada Alas del Socorro, utilizada para trasladar enfermos hasta Siguatepeque, Comayagua.
No existían servicios básicos como ser agua, energía y otros, el agua que se tomaba era de pozos, entre los años 1984 y 1985 se construyó el primer proyecto de agua potable siendo Alcalde Municipal el señor Antonio Orellana, los habitantes trasladaron ellos mismos los tubos desde Cololaca, ya que en ese momento era hasta allí donde llegaba la carretera.
Uno de los sucesos de más impacto en Tambla fue la Guerra del Fútbol contra El Salvador en 1969, no hubo invasión en el Municipio como sucedió en otros vecinos, pero sí dio lugar a que esto llamara la atención de las autoridades nacionales y fue así como se dio la apertura de una brecha desde San Marcos hasta todos estos pueblos del Sur de Lempira.

## Población

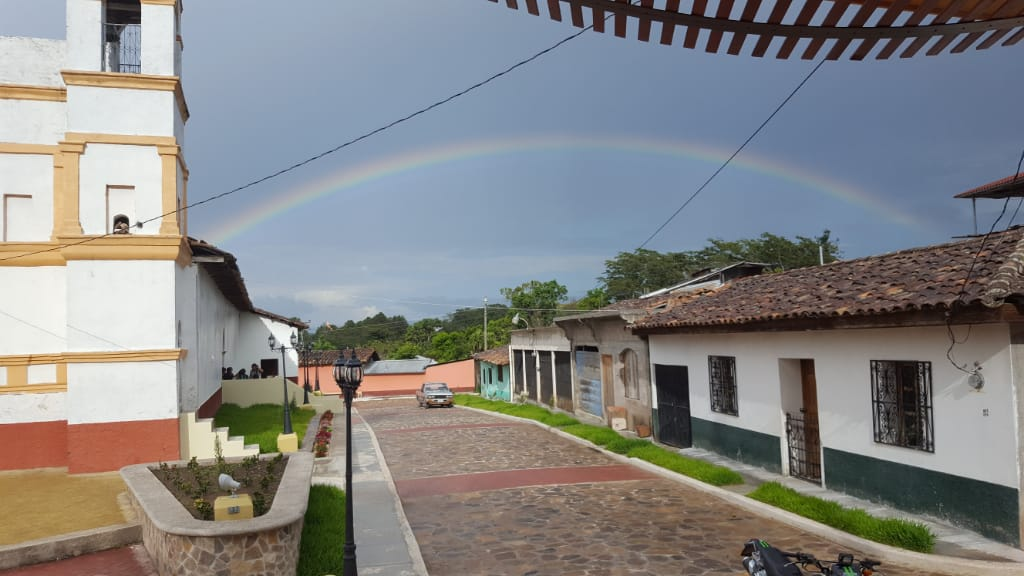
Arcoíris visto desde la Plaza Central de Tambla

En el caso particular de Tambla, los mestizos son mayoría con un 90 % de la población, con muchos individuos de piel blanca.
Población: En el año de 2013 se tenían más de 3,089 habitantes. Según proyecciones, actualmente se cuenta con más de 3,569 habitantes aproximadamente. Aunque esta cifra varía por motivos de emigración del municipio al centro del país y Norteamérica.

## Religión
En el Municipio de Tambla existe la religión evangélica y católica.
La infraestructura social religiosa y de esparcimiento es importante para el crecimiento espiritual y de los valores de la niñez y juventud; el tipo de infraestructura social existente en las diferentes comunidades del municipio, donde sobresalen las iglesias, canchas deportivas y centros comunales. Para eventos culturales y sociales se cuenta con centros comunales en cinco comunidades, en el casco urbano las reuniones de carácter social se realizan en el salón Municipal, pero ya se encuentra en construcción el Salón de Usos Múltiples Municipal que será utilizado para este tipo de eventos sociales.
En cuanto a la disponibilidad de canchas deportivas solo cinco comunidades y el casco urbano cuentan con cancha de fútbol.

## Economía

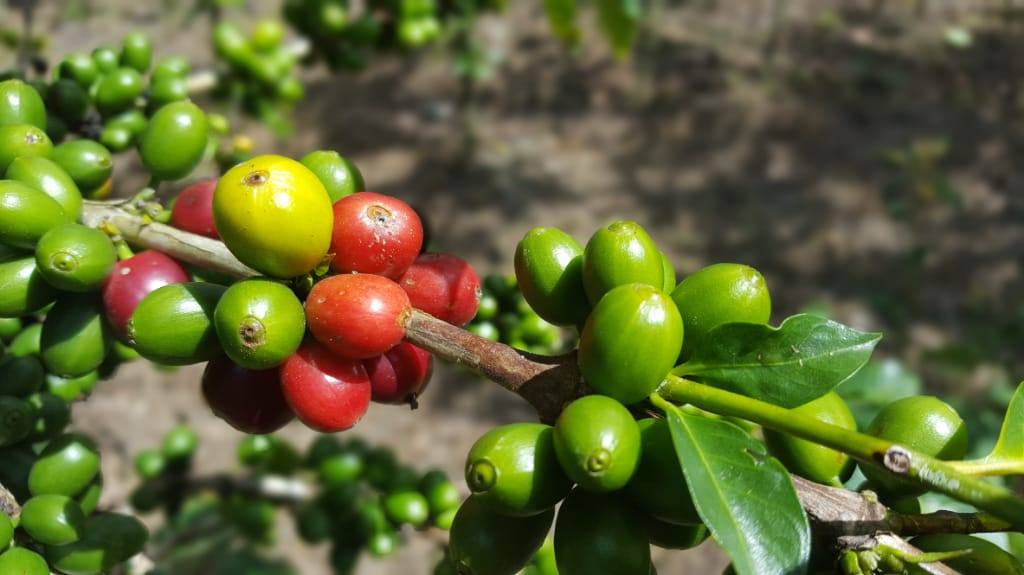
planta de café

Tambla basa su actividad económica en la producción agrícola, principalmente de granos básicos como ser maíz y frijol, cultivo del cual exportan anualmente 2 mil quintales aproximadamente. Seguidamente está el cultivo de café, del cual se exportan aproximadamente 7 mil quintales, teniendo este una de las mejores calidades producidas en el país por la altura de su cultivo en zonas que van desde los 950 hasta 1500 m s. n. m.
Además de estos cultivos, también se produce en menor escala otros como plátano y vegetales, pero en su mayoría es destinado al autoconsumo. La producción de peces en estanques, a nivel de lo familiar.
Otro rubro en auge es la producción de machetes, la cual se encuentra diseminada en el área urbana del municipio, la cual tiene un área de comercialización muy amplia ya que este producto se exporta a otros departamentos como ser Santa Barbará, Ocotepeque y Copan y a otros países como El Salvador.
A nivel artesanal existe en el municipio una actividad económica importante: carpinterías, ebanisterías, metal - mecánicos, etc., generando ingresos para las familias, también existe un pequeño número de personas que se dedican a la industria del barro la que consiste en fabricar ladrillo y teja, ya que hay una mina de este mineral en el Municipio.
Con apoyo que brindan instituciones presentes en el Municipio y sobre todo de la Corporación Municipal los pequeños productores pueden ir mejorando su producción, ya que este apoyo comprende nuevas técnicas para sembrar e insumos como ser semillas y abono.
La mayoría de los productores preparan el café en patios, depositando la pulpa y las aguas mieles al aire libre.
Es otro de los municipios cafetaleros del departamento. Aprovechando su elevación sobre el nivel del mar. En segundo lugar está la cría de ganado y le siguen la siembra de maíz y frijoles. El comercio de abarrotes es otra actividad que causa bastante movimientos en esta zona. Al igual que en el resto del departamento ya cuenta con servicio eléctrico, señal de Internet y de comunicación telefonía móvil.

### Características Productivas
La mayor actividad productiva del municipio es agrícola, seguida por la producción del café, el sector industrial con la producción de machetes, también algunas familias se dedican a la industria del barro (Teja y Ladrillo). En el sector agrícola los cultivos que predominan son el café, maíz, fríjol, y en menor escala el cultivo de arroz, maicillo y caña de azúcar, obteniendo rendimientos que solo alcanzan para subsistencia de las familias.

## Turismo

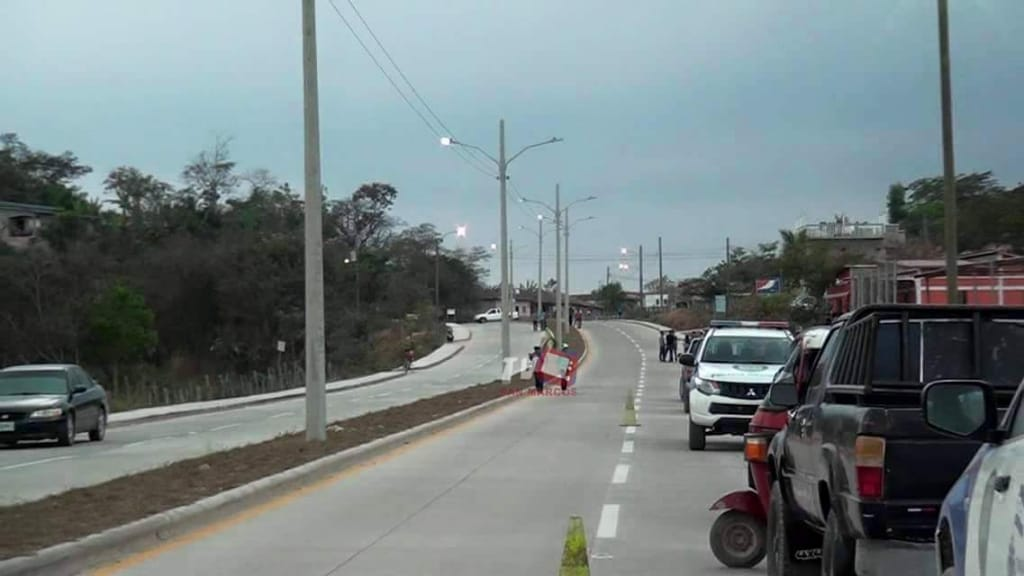
Bulevar de Tambla, Lempira.

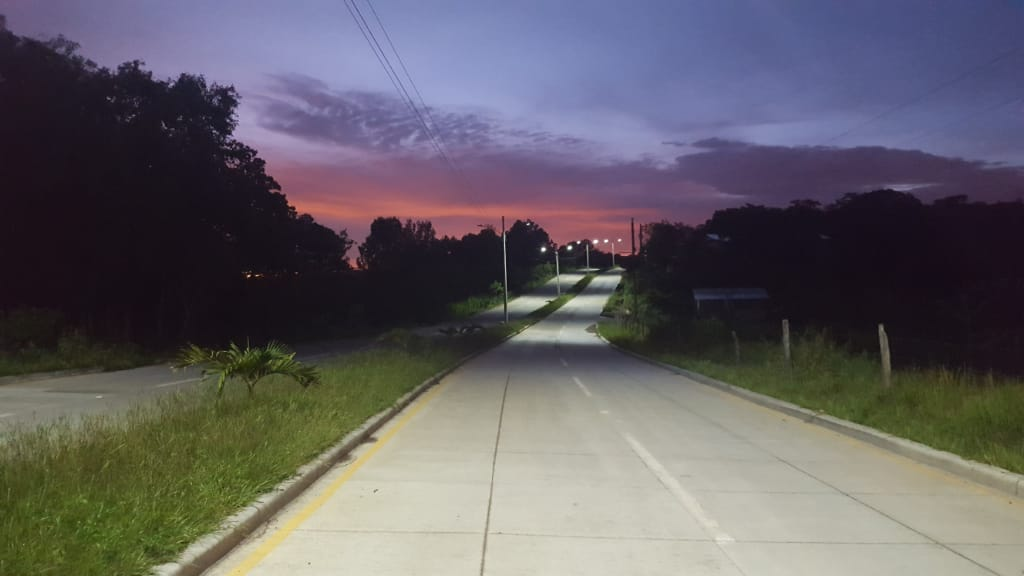
Amanecer Bulevar Tambla, Lempira

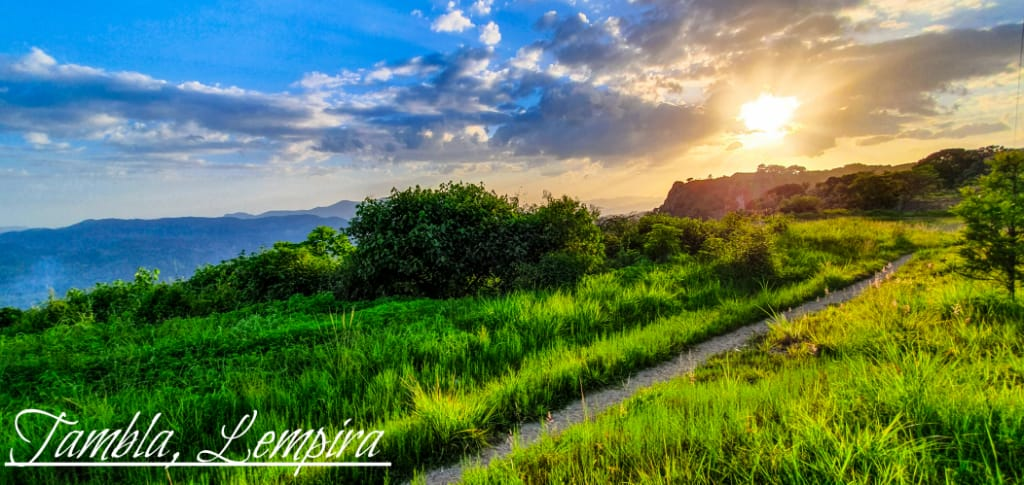
La Planada, Tambla, Lempira.

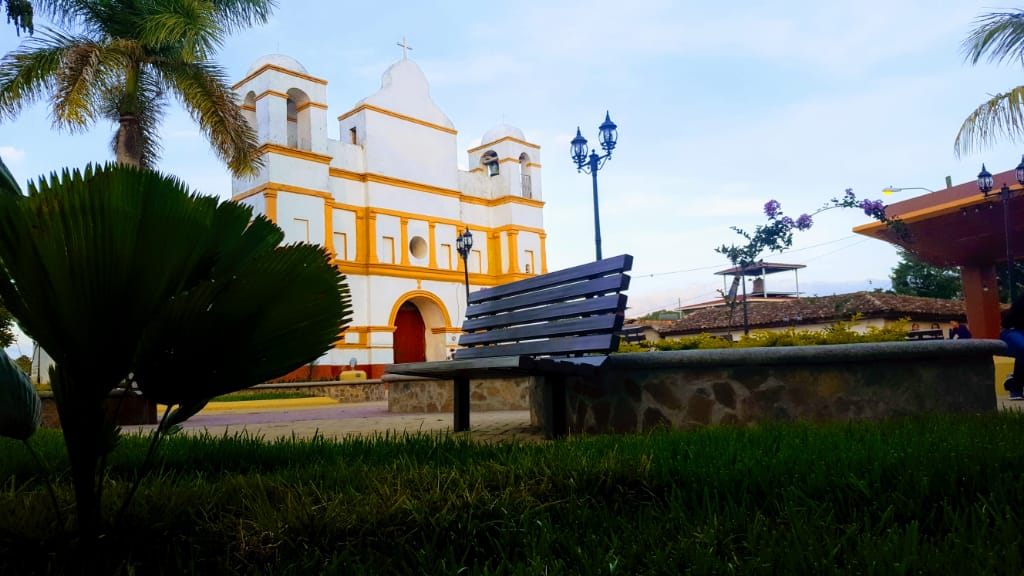
Vista de la iglesia de Tambla.

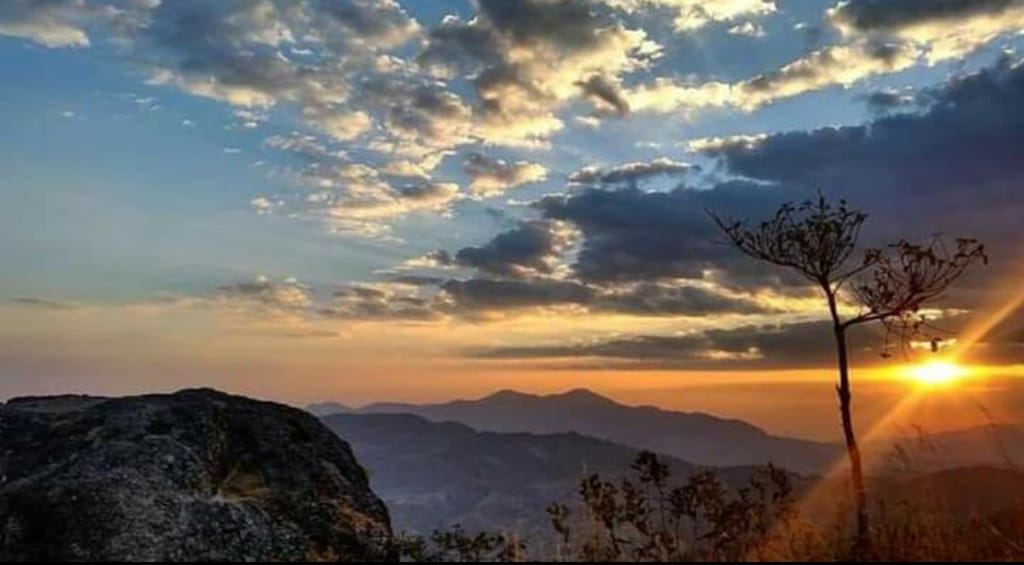
Atardecer en Las Peñonas, Tambla, Lempira.

Este recorrido dura aproximadamente 2 horas, la carretera hasta Cololaca se está pavimentando por lo que algunos tramos están de una vía, pero de Cololaca hasta Tambla se encuentra en muy buenas condiciones, con el cuidado que hay curvas muy cerradas y puede haber encontronazos con otros vehículos. Se ubica a 1 km de Tomalá. Tiene muchos atractivos que ofrecer al visitante, entre ellos está un árbol de Ceiba muy viejo, que los habitantes se han dedicado a preservar. También hay una estatua con una placa en honor al cacique Lempira. Los paisajes en este municipio son espectaculares y sus habitantes son muy amigables.

### Casco Urbano
En el casco urbano se puede apreciar una antigua iglesia de rasgo colonial, adornada con una Plaza Municipal que desde el año 2017 ha sido construida, dando una perspectiva más actualizada, al igual que la mayoría de sus viviendas ya, que en su mayoría son construidas de una forma tradicional y con materiales locales como ser adobe, madera y teja.

### Las Peñonas
Ubicadas en el Barrio La Crucita.

### Llano del Tabaco
Ubicado en el Barrio Vainillas. Además, cuenta con una zona montañosa donde se puede ir de paseo y disfrutar del paisaje y ambiente agradable que este bosque ofrece.

### Feria Patronal
Su Feria patronal es el 8 de diciembre, día de La Inmaculada Concepción, y el 4 de octubre, día de San Francisco de Asís.

### Gastronomía
Comidas y bebidas típicas: Tamales, Ticucos, Pan de mujer, Sopa de gallina criolla, Ayote en miel, Guineos en miel, Torrejas, Pastelitos de arroz, Cususa o gato de monte, Chicha, Pupusas de frijol y de loroco, Tamalitos, montucas, riguas y atol de elote, Frijoles, Tortilla de maíz.

### Costumbres
- Trabajar todos los días (Excepto el domingo)
- Aseo diario de las viviendas.
- Tomar café por la mañana y por la tarde.
- Reunirse en familia en fechas especiales como ser Navidad, año nuevo, día de la madre.
- Asistir a actividades religiosas en Semana Santa.
- Solidaridad con los necesitados.
- Jugar futbol todos los domingos.

### Tradiciones
- Celebrar las ferias patronales cada año, en los meses de octubre y diciembre.
- Reuniones en las iglesias.
- Asistencia a misa los domingos.
- Asistencia a Cultos.
- Desfile del 15 de septiembre.
- Celebración de procesiones en Semana Santa.
- Fiestas bailables en Navidad y año nuevo.
- Llevarles flores a los muertos para el día de los finados
- Celebrar el novenario y primer año a las personas fallecidas.
- Celebración de Misas
- Celebrar el mes de la virgen, el mes de mayo rezan todos los días.
- Celebrar la Navidad y el Año Nuevo.

## División Política
Aldeas: 4 (2013)
Caseríos: 43 (2013)
| Código | Aldea                      |
| ------ | -------------------------- |
| 132401 | Tambla                     |
| 132402 | El Zarzal                  |
| 132403 | San Francisco del Aceituno |
| 132404 | Santa Guadalupe o Chorrera |